# Amaze Entertainment

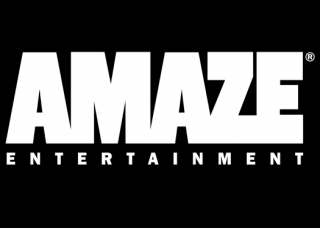
Logomarca

Amaze Entertainment foi uma desenvolvedora de jogos de video game para diversas plataformas, com sede e localização em Kirkland, Washington. A Amaze adquiriu diversos estúdios menores, e em 14 de novembro, é anunciada sua aquisição pela Foundation 9 Entertainment.

## Jogos
Amaze Entertainment é bastante conhecida por desenvolver jogos baseados em franquias famosas de filmes, incluindo:
- Star Wars
- The Lord of the Rings (série de jogos eletrônicos)
- Harry Potter
- The Chronicles of Narnia
- Shrek
- Homem Aranha
- Lemony Snicket's A Series of Unfortunate Events
- Over the Hedge
- Pirates of the Caribbean
- Eragon

Outras franquias bastante conhecidas trabalhadas pela Amaze Entertainment: 
- Spyro the Dragon
- Crash Bandicoot
- Call of Duty
- The Sims
- Bionicle
- Digimon
- Samurai Jack
- WWE Smackdown Vs. Raw 2008

## Ligações Externas
- Site Oficial (em inglês)